# مری گراندپری
مری گراندپری (به انگلیسی: Mary GrandPré) متولد داکوتای جنوبی به سال ۱۹۵۴ است.او از سنین کودکی به نقاشی علاقه‌مند بود و با طرح‌هایی از میکی ماوس کار خود را آغاز کرد. گراندپری طراح رسمی عکس‌های کتاب‌های هری پاتر (نسخه آمریکایی) و از معدود افرادی است که کتاب‌های هری پاتر را قبل از انتشار خوانده‌است. او سعی می‌کند که طرح‌هایش دقیقاً با وضع هر فصل کتاب متناسب باشد به طوری که نقطه اوج هر فصل را به وضوح مشخص نکند. البته وی مدتی است که با جی کی رولینگ (خالق مجموعه هری پاتر) همکاری و مشارکتی ندارد.

## طرح نگاری‌های مری گرند پره (مجموعه هری پاتر)
- هری پاتر و سنگ جادوگر، جی.کی. رولینگ (انتشارات اسکولاستیک، ۱۹۹۸)
- هری پاتر و تالار اسرار، جی.کی. رولینگ (انتشارات اسکولاستیک، ۱۹۹۹)
- هری پاتر و زندانی آزکابان، جی.کی. رولینگ (انتشارات اسکولاستیک، ۱۹۹۹)
- هری پاتر و جام آتش، جی.کی. رولینگ (انتشارات اسکولاستیک، ۲۰۰۰)
- هری پاتر و محفل ققنوس، جی.کی. رولینگ (انتشارات اسکولاستیک، ۲۰۰۳)
- هری پاتر و شاهزاده دورگه، جی.کی. رولینگ (انتشارات اسکولاستیک، ۲۰۰۵)
- هری پاتر و یادگاران مرگ، جی.کی. رولینگ (انتشارات اسکولاستیک، ۲۰۰۷)
- قصه‌های بیدل نقال، جی.کی. رولینگ (انتشارات اسکولاستیک، ۲۰۰۸)
- The box of the special edition of Quidditch and Fantastic Beasts (انتشارات اسکولاستیک، ۲۰۰۵)

## مجموعه شعر
- Swing Around the Sun، poems باربارا جاستر اسبنسن (the Fall season; Lerner Publishing Group، ۲۰۰۲)
- Plum، poetry تونی میتون (انتشارات اسکولاستیک، ۲۰۰۳)

## داستان‌ها
- The Vegetables Go to Bed، کریستوفر ال. کینگ (Crown، ۱۹۹۴)
- Chin Yu Min and the Ginger Cat، جنیفر آرمسترانگ (Dragonfly Books، ۱۹۹۶)
- Pockets، جنیفر آرمسترانگ (Knopf Books for Young Readers، ۱۹۹۸)
- The Sea Chest، تونی بوزئو (Dial، ۲۰۰۲)
- The Thread of Life: Twelve Old Italian Tales، دومنیکو ویتورینی (Running Press Kids; ویرایش جدید edition، ۲۰۰۳)
- Sweep Dreams، نانسی ویلارد (Little، Brown Young Readers، ۲۰۰۵)
- Lucia and the Light، فیلیس روت (Candlewick Press، ۲۰۰۶)
- Aunt Claire's Yellow Beehive Hair، دبورا بلومنتهال (Pelican، ۲۰۰۷)

## نویسنده و طراحی
- Henry and Pawl and the Round Yellow Ball، co-written by her husband، Tom Casmer (Dial، ۲۰۰۵)